# Момичето с перлената обица (филм)
 Тази статия е за филма от 2003 година.  За други значения вижте Момичето с перлената обица.  
Момичето с перлената обица е филм от 2003 г. на британския режисьор Питър Уебър по романа на Трейси Шевалие. В главните роли: Алакина Ман, Скарлет Йохансон, Колин Фърт, Том Уилкинсън и др.
Действието се развива през 17 век и тематизира живота на прочутия холандски художник Йоханес Вермеер ван Делфт. Филмът има концентрирано, образно въздействие.